# Miss Supranational 2021

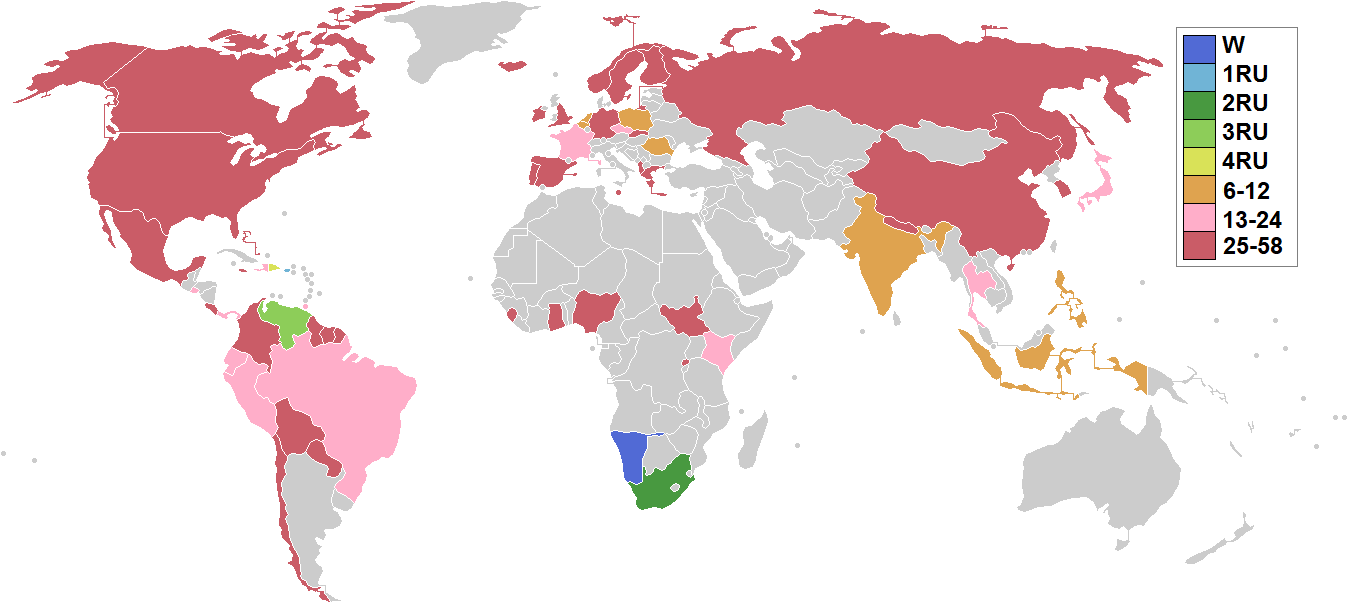
Państwa i terytoria zależne uczestniczące w Miss Supranational 2021

Miss Supranational 2021 – 12. wybory Miss Supranational. Po roku przerwy spowodowanej pandemią koronawirusa konkurs odbył się 21 sierpnia 2021 roku w Amfiteatrze Parku Strzeleckiego w Nowym Sączu. Miss Supranational 2021 została reprezentantka Namibii Chanique Rabe.

## Rezultaty
| Tytuł                   | Laureatka |
| ----------------------- | --- |
| Miss Supranational 2021 | - Namibia – Chanique Rabe |
| 1. wicemiss             | - Portoryko – Karla Guilfú Acevedo |
| 2. wicemiss             | - Południowa Afryka – Thato Mosehle |
| 3. wicemiss             | - Wenezuela – Valentina Sánchez |
| 4. wicemiss             | - Dominikana – Eoanna Constanza |
| Top 12                  | - Belgia – Louise-Marie Losfeld - Filipiny – Dindi Pajares - Holandia – Swelia Da Silva Antonio - Indie – Aavriti Choudhary - Indonezja – Jihane Almira Chedid - Polska – Natalia Balicka - Rumunia – Michela Ciornea |
| Top 24                  | - Brazylia – Deise Benício - Czechy – Angelika Kostyshynová - Ekwador – Justeen Cruz - Francja – Judith Brumant-Lachoua - Haiti – Pascale Bélony - Japonia – Emiri Shimizu - Kenia – Phidelia Mutunga - Panama – Darelys Santos - Peru – Solange Hermoza Rivera - Salwador – Linda Sibrián - Tajlandia – Queenie Benjarat - Trynidad i Tobago – Jenelle Thongs |

Po finale ujawniono szczegółowe TOP 24 konkursu:
|  | - 1. Namibia – Chanique Rabe - 2. Portoryko – Karla Guilfú Acevedo - 3. Południowa Afryka – Thato Mosehle - 4. Wenezuela – Valentina Sánchez - 5. Dominikana – Eoanna Constanza - 6. Indonezja – Jihane Almira Chedid - 7. Polska – Natalia Balicka - 8. Holandia – Swelia Da Silva Antonio | - 9. Filipiny – Dindi Pajares - 10. Indie – Aavriti Choudhary - 11. Rumunia – Michela Ciornea - 12. Belgia – Louise-Marie Losfeld - 13. Brazylia – Deise Benício - 14. Haiti – Pascale Bélony - 15. Czechy – Angelika Kostyshynová - 16. Ekwador – Justeen Cruz | - 17. Panama – Darelys Santos - 18. Kenia – Phidelia Mutunga - 19. Trynidad i Tobago – Jenelle Thongs - 20. Peru – Solange Hermoza Rivera - 21. Tajlandia – Queenie Benjarat - 22. Salwador – Linda Sibrián - 23. Francja – Judith Brumant-Lachoua - 24. Japonia – Emiri Shimizu |

## Kontynentalne Królowe Piękności
| Kontynent | Laureautka                       |
| --------- | -------------------------------- |
| Afryka    | Kenia – Phidelia Mutunga         |
| Ameryki   | Brazylia – Deise Benício         |
| Azja      | Indonezja – Jihane Almira Chedid |
| Karaiby   | Haiti – Pascale Bélony           |
| Europa    | Polska – Natalia Balicka         |

## Nagrody specjalne
| Tytuł                      | Laureautka                       | Podgląd przypisów                   |
| -------------------------- | -------------------------------- | ----------------------------------- |
| Najlepszy kostium narodowy | Indonezja – Jihane Almira Chedid | [ 1 ] [ 2 ] [ 3 ] [ 4 ] [ 5 ] [ 6 ] |
| Miss Fotogeniczności       | Belgia – Louise-Marie Losfeld    |                                     |
| Miss Koleżeńskości         | Indonezja – Jihane Almira Chedid |                                     |

Supra Chat
| Rezultat | Uczestniczka |
| -------- | --- |
| Top 2    | - Trynidad i Tobago – Jenelle Thongs - Wenezuela – Valentina Sánchez |
| Top 8    | - Filipiny – Dindi Pajares - Francja – Judith Brumant-Lachoua - Indonezja – Jihane Almira Chedid - Kenia – Phidelia Mutunga - Peru – Solange Hermoza Rivera - Południowa Afryka – Thato Mosehle |

Supra Fan Vote
| Rezultat     | Uczestniczka |
| ------------ | --- |
| Zwyciężczyni | - Indonezja – Jihane Almira Chedid |
| Top 10       | - Filipiny – Dindi Pajares - Islandia – Dísa Dungal - Kanada – Sasha Lombardi - Kenia – Phidelia Mutunga - Peru – Solange Hermoza Rivera - Południowa Afryka – Thato Mosehle - Salwador – Linda Sibrián - Sierra Leone – Ramatulai Jarata Wurie - Wenezuela – Valentina Sánchez |

Miss Talentu
| Rezultat     | Uczestniczka                                                        |
| ------------ | ------------------------------------------------------------------- |
| Zwyciężczyni | - Ghana – Verónica Sarfo Adu Nti                                    |
| 2. miejsce   | - Stany Zjednoczone – Shivali Patel                                 |
| 3. miejsce   | - Salwador – Linda Sibrián                                          |
| Top 5        | - Tajlandia – Queenie Benjarat - Trynidad i Tobago – Jenelle Thongs |

Miss Elegancji
| Rezultat     | Uczestniczka |
| ------------ | --- |
| Zwyciężczyni | - Portoryko – Karla Guilfú Acevedo |
| 1. wicemiss  | - Filipiny – Dindi Pajares |
| 2. wicemiss  | - Dominikana – Eoanna Constanza |
| Top 11       | - Indonezja – Jihane Almira Chedid - Belgia – Louise-Marie Losfeld - Brazylia – Deise Benício - Czechy – Angelika Kostyshynová - Haiti – Pascale Bélony - Holandia – Swelia Da Silva Antonio - Polska – Natalia Balicka - Rwanda – Anitha Kate Umuratwa |

Top Model
| Rezultat          | Uczestniczka                                                                                         |
| ----------------- | --- |
| Zwyciężczyni      | - Panama – Darelys Yahel Santos Domínguez                                                            |
| Top Model Europa  | - Belgia – Louise-Marie Losfeld - Top 3: Albania – Ines Kasemi - Top 3: Grecja – Melina Maria Miliou |
| Top Model Ameryki | - Panama – Darelys Yahel Santos Domínguez - 2 miejsce: Brazylia – Deise Benício                      |
| Top Model Afryka  | - Sudan Południowy – Amelia Michael Sky - 2 miejsce: Namibia – Chanique Rabe                         |
| Top Model Karaiby | - Portoryko – Karla Inelisse Guilfú Acevedo - 2 miejsce: Trynidad i Tobago – Jenelle Thongs          |
| Top Model Azja    | - Chiny – Alice Li - 2 miejsce: Filipiny – Dindi Pajares                                             |

Supra Influencer
| Rezultat     | Uczestniczka |
| ------------ | --- |
| Zwyciężczyni | - Kenia – Phidelia Mutunga |
| Top 3        | - Chiny – Alice Li - Islandia – Dísa Dungal |
| Top 10       | - Anglia – Sophie Marie Dunning - Filipiny – Dindi Pajares - Irlandia – Jessica Marie Hopper - Niemcy – Denisse Nicolle Ligpitan - Peru – Solange Hermoza Rivera - Trynidad i Tobago – Jenelle Thongs - Wenezuela – Valentina Sánchez |

## Lista uczestniczek
58 kandydatek konkursu Miss Supranational 2021:
| Państwo           | Kandydatka                       | Wiek | Miasto rodzinne   |
| ----------------- | -------------------------------- | ---- | ----------------- |
| Albania           | Ines Kasemi                      | 24   | Durrës            |
| Anglia            | Sophie Marie Dunning             | 29   | Shropshire        |
| Bahamy            | Nyisha Tilus                     | 29   | Marsh Harbour     |
| Belgia            | Louise-Marie Losfeld             | 18   | Ostenda           |
| Boliwia           | Luz Elva Claros Gallardo         | 26   | Cochabamba        |
| Brazylia          | Deise de Moura Benício           | 30   | Brasília          |
| Chile             | Macarena Gutiérrez Radich        | 26   | Ñuñoa             |
| Chiny             | Alice Li                         | 27   | Pekin             |
| Czechy            | Angelika Kostyshynová            | 25   | Uście nad Łabą    |
| Dominikana        | Eoanna Elaynna Constanza Santana | 25   | Santo Domingo     |
| Ekwador           | Justeen Amberth Cruz Lara        | 23   | Guayaquil         |
| Filipiny          | Dindi Joy Lacabe Pajares         | 28   | Orani             |
| Finlandia         | Vilma Halme                      | 22   | Joensuu           |
| Francja           | Judith Brumant-Lachoua           | 23   | Rennes            |
| Ghana             | Verónica Sarfo Adu Nti           | 26   | Bekwai            |
| Grecja            | Melina-Maria Miliou              | 18   | Chania            |
| Gujana            | Felicia Ally Inayah              | 30   | Parika            |
| Gwadelupa         | Edosy Grego                      | 26   | Sainte-Anne       |
| Haiti             | Pascale Bélony                   | 28   | Cap-Haïtien       |
| Hiszpania         | Dana María Tomuta Olteanu        | 22   | Barcelona         |
| Holandia          | Swelia da Silva Antonio          | 24   | Haga              |
| Indie             | Aavriti Choudhary                | 23   | Jabalpur          |
| Indonezja         | Jihane Almira Chedid             | 21   | Semarang          |
| Irlandia          | Jessica Marie Hopper             | 28   | Donegal           |
| Islandia          | Dísa Dungal                      | 29   | Reykjavík         |
| Jamajka           | Lawnda Shantell Jackson          | 29   | Negril            |
| Japonia           | Emiri Yanna Shimizu              | 27   | Osaka             |
| Kanada            | Sasha Lombardi                   | 28   | Toronto           |
| Kenia             | Phidelia Mutunga                 | 26   | Mombasa           |
| Kolumbia          | Valentina Aldana Dorado          | 21   | Cali              |
| Korea Południowa  | Hyesoo Jeon                      | 29   | Seul              |
| Malta             | Shailey Micallef                 | 19   | Floriana          |
| Meksyk            | Palmira Ariannda Ruiz Vigueras   | 29   | Huajuapan de León |
| Namibia           | Chanique Rabe                    | 24   | Windhuk           |
| Nepal             | Shimal Kanaujiya                 | 24   | Katmandu          |
| Niemcy            | Denisse Nicolle Ligpitan         | 25   | Stuttgart         |
| Nigeria           | Akeelah Sabiqoh Aminu            | 23   | Auchi             |
| Norwegia          | Ina Kollset                      | 22   | Svinndal          |
| Panama            | Darelys Yahel Santos Domínguez   | 27   | Panama            |
| Paragwaj          | Paloma del Puerto Araújo         | 26   | Asunción          |
| Peru              | Solange Hermoza Rivera           | 26   | Trujillo          |
| Polska            | Natalia Balicka                  | 22   | Poznań            |
| Południowa Afryka | Thato Thelma Mosehle             | 26   | Stilfontein       |
| Portoryko         | Karla Inelisse Guilfú Acevedo    | 23   | Patillas          |
| Portugalia        | Nadini Machado Gumira            | 29   | Funchal           |
| Rosja             | Angelina Gorbunova               | 19   | Moskwa            |
| Rumunia           | Anna Michela Ciornea             | 25   | Bukareszt         |
| Rwanda            | Anitha Kate Umuratwa             | 21   | Kigali            |
| Salwador          | Linda Maya Sibrián Minero        | 20   | San Salvador      |
| Stany Zjednoczone | Shivali Patel                    | 24   | Raleigh           |
| Sierra Leone      | Ramatulai Jarata Wurie           | 26   | Freetown          |
| Słowacja          | Kristína Víglaská                | 22   | Zwoleń            |
| Sudan Południowy  | Amelia Aboud Michael Sky †       | 25   | Dżuba             |
| Surinam           | Farisha Tjin-Asjoe               | 22   | Paramaribo        |
| Szwecja           | Jacqueline Rybak                 | 28   | Växjö             |
| Tajlandia         | Benjarat Akkarawanichsil Aebi    | 27   | Phuket            |
| Trynidad i Tobago | Jenelle Thongs                   | 29   | Morvant           |
| Wenezuela         | Valentina Belén Sánchez Trivella | 26   | Porlamar          |

## Pozostałe informacje

### Państwa, które powróciły do konkursu
Ostatni raz w konkursie w 2011:
- Bahamy

Ostatni raz w konkursie w 2015:
- Ghana

Ostatni raz w konkursie w 2016:
- Gujana

Ostatni raz w konkursie w 2017:
- Norwegia

Ostatni raz w konkursie w 2018:
- Chiny
- Grecja
- Gwadelupa
- Salwador
- Sudan Południowy
- Szwecja

Kraje, które zmieniły kandydatki
- Polska – Anna Maria Jaromin ► Natalia Balicka

Państwa, które zrezygnowały z konkursu
|  | - Argentyna - Australia - Barbados - Białoruś - Chorwacja - Etiopia - Gwatemala - Gwinea Równikowa - Honduras - Irlandia Północna - Kamerun - Kostaryka - Laos - Litwa | - Makau - Mauritius - Mjanma - Nowa Zelandia - Singapur - Sri Lanka - Szkocja - Turcja - Ukraina - Walia - Węgry - Wietnam - Wybrzeże Kości Słoniowej - Wyspy Dziewicze Stanów Zjednoczonych |

Kraje, które wybrały kandydatki, lecz wycofały się z konkursu
- Argentyna – Lucía Sacerdoti
- Chorwacja – Nina Bojanovic
- Gwatemala – Mayra Jansodin Zúñiga Álvarez
- Kostaryka – Adis Rachell Herrera Reyes
- Mauritius – Thriya Hemraz

## Kandydatki, które brały udział w innych konkursach piękności
|  | Miss Universe - 2021: Haiti - Pascale Bélony Miss World - 2022: Francja - Judith Brumant-Lachoua (TBA) - reprezentowała Gwadelupa Miss International - 2014: Brazylia - Deise de Moura Benício (Top 10) - 2017: Panama - Darelys Yahel Santos Domínguez (Top 15) Miss Earth - 2021: Chiny - Alice Li - reprezentowała Kanada Miss Intercontinental - 2018: Chiny - Alice Li - reprezentowała Kanada - 2019: Rumunia - Anna Michela Ciornea (Top 20) Miss Asia Pacific International - 2019: Dominikana - Eoanna Elaynna Constanza Santana (1. wicemiss) - 2019: Japonia - Emiri Yanna Shimizu - 2019: Niemcy - Denisse Nicolle Ligpitan (Top 25) Miss Tourism International - 2020: Boliwia - Luz Elva Claros Gallardo (5. wicemiss) Top Model of the World - 2017: Sudan Południowy - Amelia Aboud Michael Sky (Top 10) - 2019: Gwadelupa - Edosy Grego - 2021: Sudan Południowy - Amelia Aboud Michael Sky The Miss Globe - 2017: Japonia - Emiri Yanna Shimizu - 2020: Rosja - Angelina Gorbunova | Miss Global - 2019: Meksyk - Palmira Ariannda Ruiz Vigueras (Top 12) Miss Eco International - 2018: Ghana - Verónica Sarfo Adu Nti - 2018: Sudan Południowy - Amelia Aboud Michael Sky - 2019: Kanada - Sasha Lombardi (Top 21) Miss Continentes Unidos - 2016: Japonia - Emiri Yanna Shimizu World Miss University - 2017: Sudan Południowy - Amelia Aboud Michael Sky Miss Environment International - 2022: Sudan Południowy - Amelia Aboud Michael Sky (2. wicemiss) Miss Global International - 2019: Chiny - Alice Li (Zwyciężczyni) Miss Super Globe - 2018: Gujana - Felicia Ally Inayah Miss Multiverse - 2019: Islandia - Dísa Dungal (Top 10) Universal Woman - 2023: Wenezuela - Valentina Belén Sánchez Trivella (TBA) Reinado Internacional del Café - 2017: Japonia - Emiri Yanna Shimizu Miss Teen Continents - 2015: Namibia - Chanique Rabe (Zwyciężczyni) Miss Teen Mundial - 2018: Portoryko - Karla Inelisse Guilfú Acevedo (Top 12) Miss Teenager Universe - 2014: Peru - Solange Hermoza Rivera (4. wicemiss) |